# Frans Gittens
Frans Gittens (Antwerpen, 17 december 1842 - aldaar, 26 juni 1911) was een Vlaams toneelschrijver.
Gittens groeide op in België, Zweden en Duitsland. Op zijn veertiende werd hij actief in de handel. Op achttienjarige leeftijd werd hij medewerker van het weekblad The hobby horse en vervolgens van de Examinor and London Review in Londen. Hij keerde vervolgens terug naar Antwerpen om daar in 1868 cargadoor te worden. Hij werd politiek actief en zat vanaf 1879 in de gemeenteraad, waar hij het initiatief nam tot de aanleg van een aantal wandelterassen naast de Schelde. In 1903 werd hij hoofdbibliothecaris in zijn geboortestad.
In het Frans schreef hij een aantal werken onder het pseudoniem Dick ò the Flannel. In het Nederlands schreef hij onder eigen naam de opgevoerde toneelstukken De Geuzen, vaderlandsche tafereelen uit de XVIe eeuw; Jane Shore (drama); Arnold en Adolf van Gelderland, dramatische kronijk; Karel van Gelderland (drama); Lange Magriet (drama); Parisina (treurspel) en Annie Brunel (toneelspel).
Gittens werd begraven op de Kielbegraafplaats, die echter in 1936 werd gesloten, waarop hij op kosten van de stad werd overgebracht naar het Schoonselhof.

## Werken
- 1877: Parisina (treurspel in vier bedrijven), Gent - met muziek van Edward Keurvels
- 1882: Melusina (sprookje), met muziek van Emile Wambach
- 1882: Karel van Gelderland, met muziek van Peter Benoit
- 1883: Jane Shore (drama in vijf bedrijven; bekroond met de staatsprijskamp), Antwerpen
- 1906: De Maire van Antwerpen (drama), Antwerpen